# Parents (film, 2016)
Pour les articles homonymes, voir Parents et Parent.
Ne doit pas être confondu avec Parents (film, 1989).
Pour plus de détails, voir Fiche technique et Distribution.
Parents (Forældre) est un film dramatique danois écrit et réalisé par Christian Tafdrup et sorti en 2016.
Søren Malling a remporté le prix Robert du meilleur acteur dans un rôle principal pour son rôle de Kjeld.

## Synopsis
Lorsque leur fils Esben quitte la maison, Kjeld et Vibeke décident de déménager dans quelque chose de plus petit. Ils découvrent que leur ancien appartement est à vendre et y retournent pour repartir à zéro. Kjeld décore l'appartement tel qu'il était autrefois et ensemble, ils revivront leur jeunesse amoureuse. Mais ce qui les définissait autrefois n'existe peut-être plus, et un matin, les événements prennent une tournure qu'aucun d'eux n'aurait pu prévoir alors qu'ils se réveillent trente ans plus jeunes.

## Fiche technique
- Titre original : Forældre
- Titre français : Parents
- Réalisation : Christian Tafdrup
- Scénario : Christian Tafdrup
- Photographie : Maria von Hausswolff
- Montage : Tanya Fallenius, Anne Østerud
- Musique : Sune Kølster
- Production : Thomas Heinesen
- Pays de production : Danemark
- Langue originale : danois
- Format : couleur
- Genre : Drame
- Durée : 86 minutes
- Dates de sortie : 
  - États-Unis : 15 avril 2016 (Tribeca Film Festival)

## Distribution
- Bodil Jørgensen : Vibeke
- Søren Malling : Kjeld
- Miri-Ann Beuschel (da) : Vibeke, jeune
- Elliott Crosset Hove : Kjeld, jeune
- Emilia Imperatore Bjørnvad : Sandra
- Anton Honik : Esben
- Christian Tafdrup : l'agent immobilier